# Montignac (Altos Pirineos)
 Montignac  es una comuna y población de Francia, en la región de Mediodía-Pirineos, departamento de Altos Pirineos, en el distrito de Tarbes y cantón de Séméac. No está integrada en ninguna Communauté de communes.

## Demografía
Su población en el censo de 1999 era de 113 habitantes.
| 62 | 73 | 58 | 89 | 112 | 113 |
| Para los censos de 1962 a 1999 la población legal corresponde a la población sin duplicidades (Fuente: INSEE [Consultar]) |    |    |    |     |     |